# Bestie (Bhad Bhabie)
Bestie è un singolo della rapper statunitense Bhad Bhabie, pubblicato il 20 aprile 2019 in collaborazione con Kodak Black.

## Versione con Megan Thee Stallion
Il 2 giugno 2019 viene pubblicato un remix del brano con la partecipazione di Megan Thee Stallion.

## Tracce
1. Bestie (feat. Kodak Black) – 2:20
2. Bestie (feat. Megan Thee Stallion) – 2:20